# KNVB-Pokal 2017/18
Der KNVB-Pokal 2017/18 war die 100. Auflage des niederländischen Fußball-Pokalwettbewerbs. Inklusive der zwei Vorrunden nahmen 105 Mannschaften an dem Wettbewerb teil: die 34 Vereine der beiden Profiligen (ohne die vier dort spielenden Reserveteams) und 71 Amateurmannschaften. Die erste Vorrunde begann am 19. August 2017, das Finale fand am 22. April 2018 in De Kuip in Rotterdam statt.
Feyenoord Rotterdam setzte sich im Finale gegen AZ Alkmaar mit 3:0 durch. Der Sieger war für die Playoff-Runde der UEFA Europa League 2018/19 qualifiziert. Vorjahressieger war Vitesse Arnheim, das in der ersten Hauptrunde gegen den Fünftligisten AVV Swift im Elfmeterschießen ausschied.

## Teilnehmende Teams
| Eredivisie (18) (Level 1) | Eredivisie (18) (Level 1) | Eerste Divisie (16) (Level 2)                                                                                                   | Eerste Divisie (16) (Level 2)                                                                                         |
| --- | --- | --- | --- |
| - Ajax Amsterdam - ADO Den Haag - AZ Alkmaar - Excelsior Rotterdam - Feyenoord Rotterdam - FC Groningen - SC Heerenveen - Heracles Almelo - PSV Eindhoven | - Roda JC Kerkrade - Sparta Rotterdam - FC Twente Enschede - FC Utrecht - Vitesse Arnheim - Willem II Tilburg - PEC Zwolle - NAC Breda ▲ - VVV-Venlo ▲ | - Go Ahead Eagles ▼ - NEC Nijmegen ▼ - SC Cambuur - BV De Graafschap - Almere City - FC Den Bosch - FC Dordrecht - FC Eindhoven | - FC Emmen - Fortuna Sittard - Helmond Sport - MVV Maastricht - FC Oss - SC Telstar 1963 - FC Volendam - RKC Waalwijk |
| Tweede Divisie (17) (Level 3) | | | |
| - Achilles ’29 - AFC Amsterdam - BVV Barendrecht - ASV De Dijk - SV De Treffers                                                                           | - Excelsior Maassluis - GVVV - HHC Hardenberg - VV IJsselmeervogels                                                                                    | - VV Katwijk - Koninklijke HFC - Kozakken Boys - FC Lienden                                                                     | - FC Lisse - Rijnsburgse Boys - VV Sint Bavo - TEC VV                                                                 |
| Derde Divisie (30) (Level 4) | | | |
| - ACV Assen - ADO '20 Heemskerk - ASWH - Be Quick 1887 - Blauw Geel '38 - VV Capelle - JVC Cuijk - VV De Meern                                            | - VV Dongen - VV DOVO - DVS '33 Ermelo - EVV Echt - HBS Craeyenhout - HSC ’21 Haaksbergen - Harkemase Boys - USV Hercules                              | - VV Magreb '90 - ODIN '59 - OFC Oostzaan - Quick '20 Oldenzaal - K.v.v. Quick Boys - Quick Den Haag - OJC Rosmalen             | - SVV Scheveningen - ONS Sneek - SV Spakenburg - VV Spijkenisse - VVOG Harderwijk - VV UNA - RKVV Westlandia          |
| Hoofdklasse (17) (Level 5) | | | |
| - CSV Apeldoorn - Ajax Amsterdam Amateure - DHC Delft - SV DFS Opheusden - VV Gemert                                                                      | - SC Genemuiden - RKSV Groene Ster - HSV Hoek - VV Noordwijk                                                                                           | - RKSV Nuenen - SDC Putten - VV Sparta Nijkerk - VV Staphorst                                                                   | - AVV Swift - Ter Leede Sassenheim - VC Vlissingen - VV Zwaluwen                                                      |
| Eerste Klasse (5) (Level 6) | Eerste Klasse (5) (Level 6) | Tweede Klasse (1) (Level 7) | Derde Klasse (1) (Level 8)                                                                                            |
| - VV Chevremont - VV Buitenpost - VV d'Olde Veste '54 | - VPV Purmensteijn - ZSV Zeilberg | - BVV ’s-Hertogenbosch | - VV Altius |

## Termine
| Runde         | Termine                  |
| ------------- | ------------------------ |
| 1. Vorrunde   | 19. August 2017          |
| 2. Vorrunde   | 19. – 26. August 2017    |
| 1. Runde      | 19. – 21. September 2017 |
| 2. Runde      | 24. – 26. Oktober 2017   |
| Achtelfinale  | 19. – 21. Dezember 2017  |
| Viertelfinale | 30. Jan. – 1. Feb. 2018  |
| Halbfinale    | 28. Februar 2018         |
| Finale        | 22. April 2018           |

## 1. Vorrunde
In der 1. Vorrunde spielten 28 der 71 qualifizierten Amateurmannschaften.
| Datum      |                             | Ergebnis                           |                         |
| ---------- | --------------------------- | ---------------------------------- | ----------------------- |
| 19.08.2017 | VVOG Harderwijk (4)         | 2:0 (0:0)                          | VV Gemert (5)           |
| 19.08.2017 | Ter Leede Sassenheim (5)    | 2:0 (1:0)                          | DHC Delft (5)           |
| 19.08.2017 | VV Buitenpost (6)           | 4:3 (0:0)                          | ZSV Zeilberg (6)        |
| 19.08.2017 | VV Capelle (4)              | 6:0 (3:0)                          | RKSV Nuenen (5)         |
| 19.08.2017 | ACV Assen (4)               | 0:3 (0:0)                          | USV Hercules (4)        |
| 19.08.2017 | VV Dongen (4)               | 5:2 (3:1)                          | VV DOVO (4)             |
| 19.08.2017 | Ajax Amsterdam Amateure (5) | 3:1 (2:0)                          | OJC Rosmalen (4)        |
| 19.08.2017 | VV Sparta Nijkerk (5)       | 3:0 (2:0)                          | VPV Purmensteijn (6)    |
| 19.08.2017 | ADO '20 Heemskerk (4)       | 1:1 n. V. (1:1, 0:1) (10:11 i. E.) | SV Spakenburg (4)       |
| 19.08.2017 | VV Chevremont (6)           | 1:3 (1:1)                          | AVV Swift (5)           |
| 19.08.2017 | RKSV Groene Ster (5)        | 1:2 (1:0)                          | SVV Scheveningen (4)    |
| 19.08.2017 | BVV ’s-Hertogenbosch (7)    | 1:5 (0:3)                          | VV Staphorst (5)        |
| 19.08.2017 | JVC Cuijk (4)               | 0:1 n. V.                          | SDC Putten (5)          |
| 19.08.2017 | EVV Echt (4)                | 4:1 (0:1)                          | VV d'Olde Veste '54 (6) |

In Klammern das jeweilige Ligalevel.

## 2. Vorrunde
In der 2. Vorrunde trafen die 14 Gewinner der 1. Vorrunde, die übrigen 36 Mannschaften der Topklassen und Hoofdklassen, sowie 14 Mannschaften der Tweede Divisie aufeinander.
| Datum      |                             | Ergebnis                         |                          |
| ---------- | --------------------------- | -------------------------------- | ------------------------ |
| 19.08.2017 | DVS '33 Ermelo (4)          | 1:2 (0:2)                        | K.v.v. Quick Boys (4)    |
| 19.08.2017 | ASWH (3)                    | 1:3 (0:2)                        | HSV Hoek (5)             |
| 19.08.2017 | Achilles ’29 (3)            | 3:2 (1:1)                        | OFC Oostzaan (4)         |
| 19.08.2017 | TEC VV (3)                  | 1:3 n. V. (1:1, 1:1)             | Rijnsburgse Boys (3)     |
| 20.08.2017 | Koninklijke HFC (3)         | 4:0 (2:0)                        | RKVV Westlandia (4)      |
| 20.08.2017 | AFC Amsterdam (3)           | 0:2 (0:0)                        | ASV De Dijk (3)          |
| 22.08.2017 | SVV Scheveningen (4)        | 0:0 n. V. (3:2 i. E.)            | VV Spijkenisse (4)       |
| 22.08.2017 | HSC ’21 Haaksbergen (4)     | 0:1 (0:1)                        | VV Zwaluwen (5)          |
| 22.08.2017 | BVV Barendrecht (3)         | 1:0 (1:0)                        | VVOG Harderwijk (4)      |
| 22.08.2017 | Harkemase Boys (4)          | 0:0 n. V. (2:3 i. E.)            | VV Sparta Nijkerk (5)    |
| 22.08.2017 | Blauw Geel '38 (4)          | 3:2 (2:1)                        | SV Spakenburg (4)        |
| 23.08.2017 | SV DFS Opheusden (5)        | 1:2 (0:2)                        | ONS Sneek (4)            |
| 23.08.2017 | AVV Swift (5)               | 3:0 (1:0)                        | HBS Craeyenhout (4)      |
| 23.08.2017 | USV Hercules (4)            | 4:2 n. V. (2:2, 1:0)             | VV Dongen (4)            |
| 23.08.2017 | VV Capelle (4)              | 6:1 (1:0)                        | VV Altius (8)            |
| 23.08.2017 | VV Sint Bavo (3)            | 4:3 n. V. (3:3, 1:2)             | EVV Echt (4)             |
| 23.08.2017 | FC Lienden (3)              | 0:1 (0:0)                        | HHC Hardenberg (3)       |
| 23.08.2017 | VV UNA (4)                  | 1:2 n. V. (0:0, 0:0)             | VV Staphorst (5)         |
| 23.08.2017 | Quick Den Haag (4)          | 2:3 (0:1)                        | Ter Leede Sassenheim (5) |
| 23.08.2017 | Quick '20 Oldenzaal (4)     | 0:1 (0:1)                        | CSV Apeldoorn (5)        |
| 23.08.2017 | Excelsior Maassluis (3)     | 1:1 n. V. (1:1, 0:1) (6:7 i. E.) | FC Lisse (3)             |
| 23.08.2017 | Ajax Amsterdam Amateure (5) | 2:1 n. V. (1:1, 0:1)             | Be Quick 1887 (4)        |
| 23.08.2017 | VV De Meern (4)             | 1:1 n. V. (1:1, 0:1) (4:3 i. E.) | VC Vlissingen (5)        |
| 23.08.2017 | GVVV (3)                    | 7:0 (3:0)                        | VV Magreb '90 (4)        |
| 23.08.2017 | VV Noordwijk (5)            | 3:2 (0:0)                        | VV IJsselmeervogels (3)  |
| 23.08.2017 | ODIN '59 (4)                | 1:3 (0:2)                        | SDC Putten (5)           |
| 26.08.2017 | VV Buitenpost (6)           | 0:2 (0:0)                        | SC Genemuiden (5)        |

In Klammern das jeweilige Ligalevel.

## 1. Runde
In dieser Runde stiegen die 34 Profiklubs aus der Eredivisie und Eerste Divisie, sowie drei Teams der Tweede Divisie ein. Komplettiert wurde das 64er Feld durch die 27 Gewinner der 2. Vorrunde. Mannschaften, die in einem europäischen Pokalwettbewerb antraten, konnten nicht gegeneinander gelost werden.
| Datum      |                             | Ergebnis                            |                          |
| ---------- | --------------------------- | ----------------------------------- | ------------------------ |
| 19.09.2017 | VV Zwaluwen (5)             | 2:3 (0:0)                           | FC Den Bosch (2)         |
| 19.09.2017 | RKC Waalwijk (2)            | 1:0 (0:0)                           | Sparta Rotterdam (1)     |
| 19.09.2017 | VV Noordwijk (5)            | 0:1 (0:0)                           | Fortuna Sittard (2)      |
| 19.09.2017 | BVV Barendrecht (3)         | 1:3 (1:1)                           | Go Ahead Eagles (2)      |
| 19.09.2017 | VV Sparta Nijkerk (5)       | 0:1 (0:0)                           | FC Eindhoven (2)         |
| 19.09.2017 | FC Oss (2)                  | 0:2 (0:1)                           | Almere City (2)          |
| 19.09.2017 | Helmond Sport (2)           | 1:5 (0:1)                           | SC Cambuur (2)           |
| 19.09.2017 | GVVV (3)                    | 1:0 (0:0)                           | FC Dordrecht (2)         |
| 19.09.2017 | FC Emmen (2)                | 1:3 (1:1)                           | NEC Nijmegen (2)         |
| 19.09.2017 | Kozakken Boys (3)           | 1:1 n. V. (1:1, 1:0) (4:3 i. E.)    | BV De Graafschap (2)     |
| 19.09.2017 | K.v.v. Quick Boys (4)       | 1:3 (1:1)                           | FC Volendam (2)          |
| 19.09.2017 | SC Genemuiden (5)           | 1:3 (1:1)                           | SV De Treffers (3)       |
| 19.09.2017 | Rijnsburgse Boys (3)        | 0:2 (0:1)                           | Heracles Almelo (1)      |
| 19.09.2017 | MVV Maastricht (2)          | 2:3 (1:2)                           | AZ Alkmaar (1)           |
| 20.09.2017 | VV Capelle (4)              | 0:5 (0:3)                           | Roda JC Kerkrade (1)     |
| 20.09.2017 | AVV Swift (5)               | 0:0 n. V. (5:3 i. E.)               | Vitesse Arnheim (1)      |
| 20.09.2017 | SVV Scheveningen (4)        | 1:5 (0:2)                           | Ajax Amsterdam (1)       |
| 20.09.2017 | ASV De Dijk (3)             | 2:1 (0:1)                           | HHC Hardenberg (3)       |
| 20.09.2017 | VV Katwijk (3)              | 4:0 (1:0)                           | Ter Leede Sassenheim (5) |
| 20.09.2017 | VV Sint Bavo (3)            | 4:1 (1:1)                           | SC Telstar 1963 (2)      |
| 20.09.2017 | Excelsior Rotterdam (1)     | 1:2 (0:2)                           | SC Heerenveen (1)        |
| 20.09.2017 | VV Staphorst (5)            | 2:3 (0:0)                           | Koninklijke HFC (3)      |
| 20.09.2017 | ONS Sneek (4)               | 1:3 (0:2)                           | FC Twente Enschede (1)   |
| 20.09.2017 | Ajax Amsterdam Amateure (5) | 0:6 (0:6)                           | FC Utrecht (1)           |
| 20.09.2017 | CSV Apeldoorn (5)           | 2:4 (0:2)                           | Willem II Tilburg (1)    |
| 20.09.2017 | Achilles ’29 (3)            | 4:3 (1:2)                           | NAC Breda (1)            |
| 20.09.2017 | Feyenoord Rotterdam (1)     | 2:0 (0:0)                           | ADO Den Haag (1)         |
| 21.09.2017 | VV De Meern (4)             | 0:5 (0:3)                           | PEC Zwolle (1)           |
| 21.09.2017 | USV Hercules (4)            | 2:4 (1:1)                           | FC Groningen (1)         |
| 21.09.2017 | Blauw Geel '38 (4)          | 0:3 (0:3)                           | VVV Venlo (1)            |
| 21.09.2017 | SDC Putten (5)              | 0:4 (0:1)                           | PSV Eindhoven (1)        |
| 11.10.2017 | FC Lisse (3)                | 02:2 n. V. (1:1, 0:0) (5:6 i. E.) 1 | HSV Hoek (5)             |

In Klammern das jeweilige Ligalevel.

## 2. Runde
Teilnehmer: Die 32 Sieger der 1. Runde
| Datum      |                         | Ergebnis             |                     |
| ---------- | ----------------------- | -------------------- | ------------------- |
| 24.10.2017 | NEC Nijmegen (2)        | 3:0 (1:0)            | Achilles ’29 (3)    |
| 24.10.2017 | GVVV (3)                | 1:0 (0:0)            | Koninklijke HFC (3) |
| 24.10.2017 | VV Katwijk (3)          | 1:2 (0:0)            | VV Sint Bavo (3)    |
| 24.10.2017 | RKC Waalwijk (2)        | 7:0 (3:0)            | SV De Treffers (3)  |
| 24.10.2017 | PEC Zwolle (1)          | 3:2 n. V. (2:2, 1:0) | Kozakken Boys (3)   |
| 24.10.2017 | FC Den Bosch (2)        | 0:2 (0:0)            | SC Cambuur (2)      |
| 24.10.2017 | Fortuna Sittard (2)     | 3:0 (3:0)            | Go Ahead Eagles (2) |
| 24.10.2017 | FC Twente Enschede (1)  | 3:0 (1:0)            | FC Eindhoven (2)    |
| 25.10.2017 | ASV De Dijk (3)         | 1:4 (0:3)            | Ajax Amsterdam (1)  |
| 25.10.2017 | VVV-Venlo (1)           | 3:1 (2:0)            | FC Utrecht (1)      |
| 25.10.2017 | Heracles Almelo (1)     | 3:1 (2:0)            | HSV Hoek (5)        |
| 25.10.2017 | Willem II Tilburg (1)   | 2:1 (0:0)            | SC Heerenveen (1)   |
| 25.10.2017 | Roda JC Kerkrade (1)    | 3:1 (1:0)            | FC Groningen (1)    |
| 25.10.2017 | Feyenoord Rotterdam (1) | 4:1 (2:0)            | AVV Swift (5)       |
| 26.10.2017 | FC Volendam (2)         | 0:2 n. V.            | PSV Eindhoven (1)   |
| 26.10.2017 | Almere City (2)         | 0:4 (0:1)            | AZ Alkmaar (1)      |

In Klammern das jeweilige Ligalevel.

## Achtelfinale
| Datum      |                         | Ergebnis                         |                      |
| ---------- | ----------------------- | -------------------------------- | -------------------- |
| 19.12.2018 | PEC Zwolle (1)          | 2:0 (1:0)                        | NEC Nijmegen (2)     |
| 19.12.2018 | SC Cambuur (2)          | 3:0 (0:0)                        | GVVV (3)             |
| 19.12.2018 | Willem II Tilburg (2)   | 3:0 (3:0)                        | RKC Waalwijk (4)     |
| 20.12.2018 | PSV Eindhoven (1)       | 4:1 (1:1)                        | VVV-Venlo (1)        |
| 20.12.2018 | Fortuna Sittard (2)     | 2:4 (1:1)                        | AZ Alkmaar (1)       |
| 20.12.2018 | FC Twente Enschede (1)  | 1:1 n. V. (1:1, 0:1) (6:5 i. E.) | Ajax Amsterdam (1)   |
| 21.12.2018 | VV Sint Bavo (3)        | 0:1 (0:0)                        | Roda JC Kerkrade (1) |
| 21.12.2018 | Feyenoord Rotterdam (1) | 3:1 (2:1)                        | Heracles Almelo (1)  |

In Klammern das jeweilige Ligalevel.

## Viertelfinale
| Datum      |                         | Ergebnis                         |                      |
| ---------- | ----------------------- | -------------------------------- | -------------------- |
| 30.01.2018 | FC Twente Enschede (1)  | 3:1 (0:1)                        | SC Cambuur (2)       |
| 31.01.2018 | AZ Alkmaar (1)          | 4:1 (2:1)                        | PEC Zwolle (1)       |
| 31.01.2018 | Feyenoord Rotterdam (1) | 2:0 (2:0)                        | PSV Eindhoven (1)    |
| 01.02.2018 | Willem II Tilburg (1)   | 2:2 n. V. (2:2, 1:1) (5:4 i. E.) | Roda JC Kerkrade (1) |

In Klammern das jeweilige Ligalevel.

## Halbfinale
| Datum      |                         | Ergebnis  |                        |
| ---------- | ----------------------- | --------- | ---------------------- |
| 28.02.2018 | AZ Alkmaar (1)          | 4:0 (1:0) | FC Twente Enschede (1) |
| 28.02.2018 | Feyenoord Rotterdam (1) | 3:0 (1:0) | Willem II Tilburg (1)  |

In Klammern das jeweilige Ligalevel.

## Finale
| AZ Alkmaar                                         | AZ Alkmaar | Feyenoord Rotterdam | Feyenoord Rotterdam |
| -------------------------------------------------- | --- | --- | ------------------- |
| AZ Alkmaar                                         | \| 22. April 2018 um 18:00 Uhr in Rotterdam (De Kuip) \| \| Ergebnis: 0:3 (0:1) \| \| Zuschauer: 46.084 \| \| Schiedsrichter: Björn Kuipers \| | \| 22. April 2018 um 18:00 Uhr in Rotterdam (De Kuip) \| \| Ergebnis: 0:3 (0:1) \| \| Zuschauer: 46.084 \| \| Schiedsrichter: Björn Kuipers \| | Feyenoord Rotterdam |
| AZ Alkmaar                                         | Marco Bizot – Ricardo van Rhijn (58. Mats Seuntjens), Jonas Svensson, Ron Vlaar , Stijn Wuytens (78. Iliass Bel Hassani), Thomas Ouwejan – Fredrik Midtsjø (66. Oussama Idrissi), Teun Koopmeiners, Guus Til – Alireza Jahanbakhsh, Wout Weghorst Cheftrainer: John van den Brom | Brad Jones – Sven van Beek, Ridgeciano Haps, Jan-Arie van der Heijden, Kevin Diks – Karim El Ahmadi , Tonny Vilhena – Robin van Persie (67. Jean-Paul Boëtius) – Steven Berghuis (90.+2′ Eric Botteghin), Jens Toornstra, Nicolai Jørgensen Cheftrainer: Giovanni van Bronckhorst | Feyenoord Rotterdam |
| AZ Alkmaar                                         | 0:1 Jørgensen (28.) 0:2 van Persie (57.) 0:3 Toornstra (90.+3′) | | Feyenoord Rotterdam |
| AZ Alkmaar                                         | Midtsjø (37.), Weghorst (43.), Jahanbakhsh (43.), Koopmeiners (46.) | El Ahmadi (37.), Diks (69.), Boëtius (77.) | Feyenoord Rotterdam |
| 22. April 2018 um 18:00 Uhr in Rotterdam (De Kuip) | | |                     |
| Ergebnis: 0:3 (0:1)                                | | |                     |
| Zuschauer: 46.084                                  | | |                     |
| Schiedsrichter: Björn Kuipers                      | | |                     |